# Riu Argeș
El riu Argeș (pronunciat en romanès: [ˈArd͡ʒeʃ]) és un riu al sud de Romania, afluent esquerre del Danubi. Són 350 km (220 mi) llarg, i la seva superfície de conca és de 12,550 km2 (4,850 sq mi).
La seva font o naixement es troba a les muntanyes Făgăraș, als Carpats del Sud i la desembocadura és al Danubi a Oltenița.
La ciutat principal de l'Argeș és Pitești. Riu amunt, el manté la presa Vidraru, que ha creat el pantà Vidraru. El seu curs superior, aigües amunt del llac Vidraru, també s'anomena Capra.

## Nom
Es creu que el riu era el mateix que Ὀρδησσός Ordessus, un nom esmentat per l'historiador grec antic Heròdot. L'etimologia d'Argeș no és clara. Tradicionalment, es considerava que deriva del nom antic, mitjançant un terme reconstruït, *Argessis. La capital del líder Daci Burebista va ser nomenat Argedava, però sembla que no té cap vincle amb el nom de riu.
Una etimologia alternativa deriva el nom de riu d'una paraula Pecheneg, transcrita en romanès com argis (que significa "terra més alta"). Les primeres variants registrades del nom es refereixen a la ciutat de Curtea de Argeș (lit. "la cort a l'Argeș") i suggereixen una derivació d'aquesta paraula: Argyas (1369), Argies (1379), Arghiș (1427). De manera que el riu probablement pren el nom de la ciutat.

## Localitats
Les següents localitats estan situades al llarg del riu Arges, des del naixement fins a la desembocadura: Căpăţânenii Ungureni, Căpăţânenii Pamanteni, Arefu, Poienarii d'Argeş, Corbeni, Rotonda, Albestii d'Argeş, Curtea d'Arges, Baiculesti, Merisani, Bascov, Piteşti, Gaesti, Bolintin-Deal, Adunații-Copăceni i Oltenița.

## Hidroenergia
El riu Argeș i alguns dels seus afluents s'utilitzen per a generar l'energia hidràulica. El sistema hidroelèctric està format per diverses preses, llacs, túnels i centrals elèctriques. Els pantans construïts al riu Argeș són: Vidraru, Oiești, Cerbureni, Curtea de Argeș, Zigoneni, Merișani, Budeasa, Bascov, Pitești, Călinești (o Golești), Zăvoiu (prop de Mătăsaru), Ogrezeni i Mihăilești. També hi ha preses als seus afluents.

## Afluents
Els rius següents són afluents del riu Argeș (de la font a la desembocadura):
- Afluents esquerres: Braia, Mândra, Buda, Valea cu Pești, Valea Lupului, Berindești, Valea Iașului, Sasu, Vâlsan, Râul Doamnei, Vrănești, Râncăciov, Cârcinov, Budișteanca, Sabar, Dâmbovițun, Rasa, i Luica.

- Afluents drets: Paltinul, Lespezi, Modrugaz, Cumpăna, Valea lui Stan, Arefu, Bănești (Cicănești), Valea Danului, Tutana, Schiau, Bascov i Neajlov.